# Wolf von Bettendorf

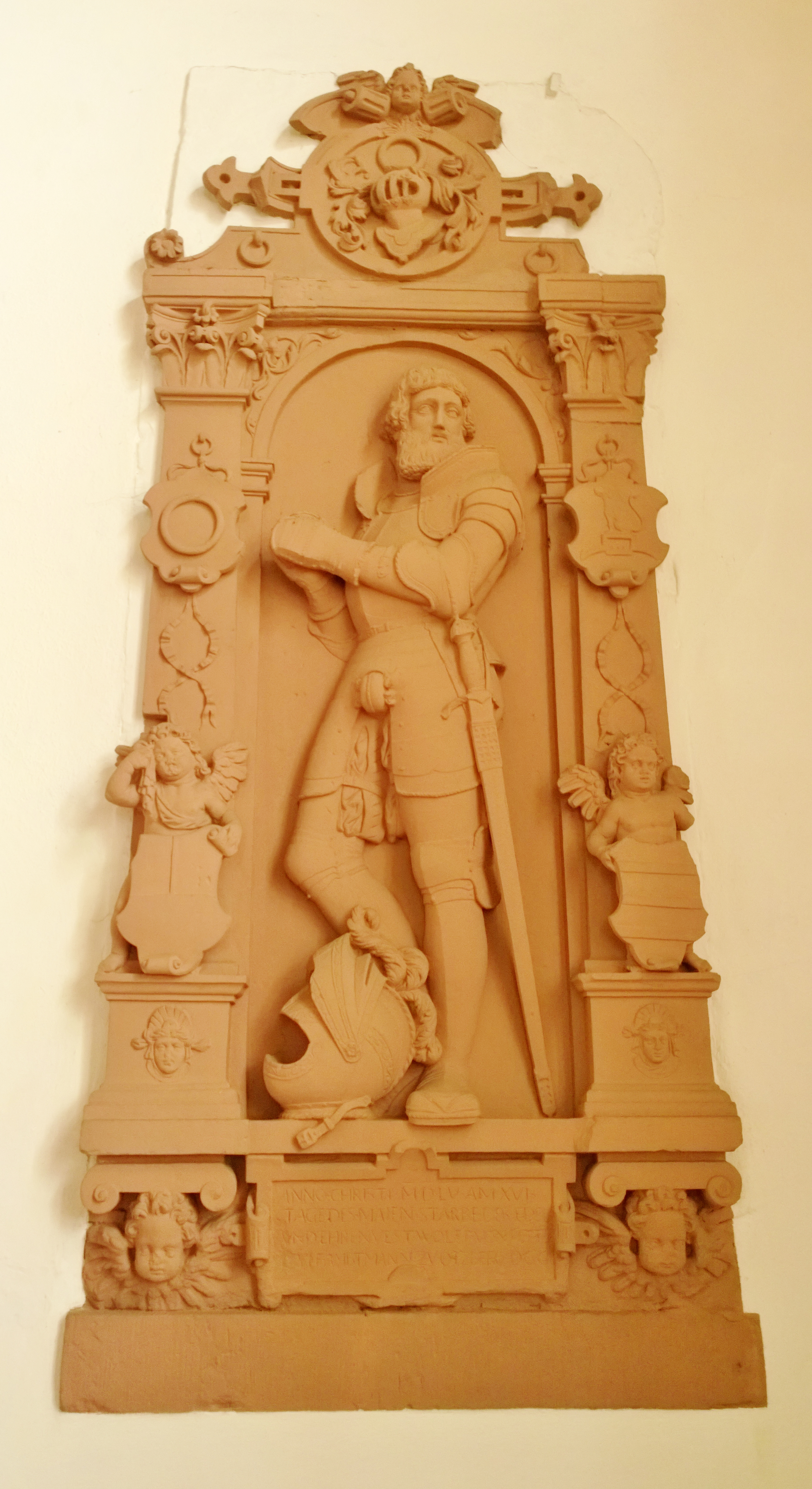
Epitaph des Wolf von Bettendorf in der Stadtkirche Groß-Umstadt (2014)

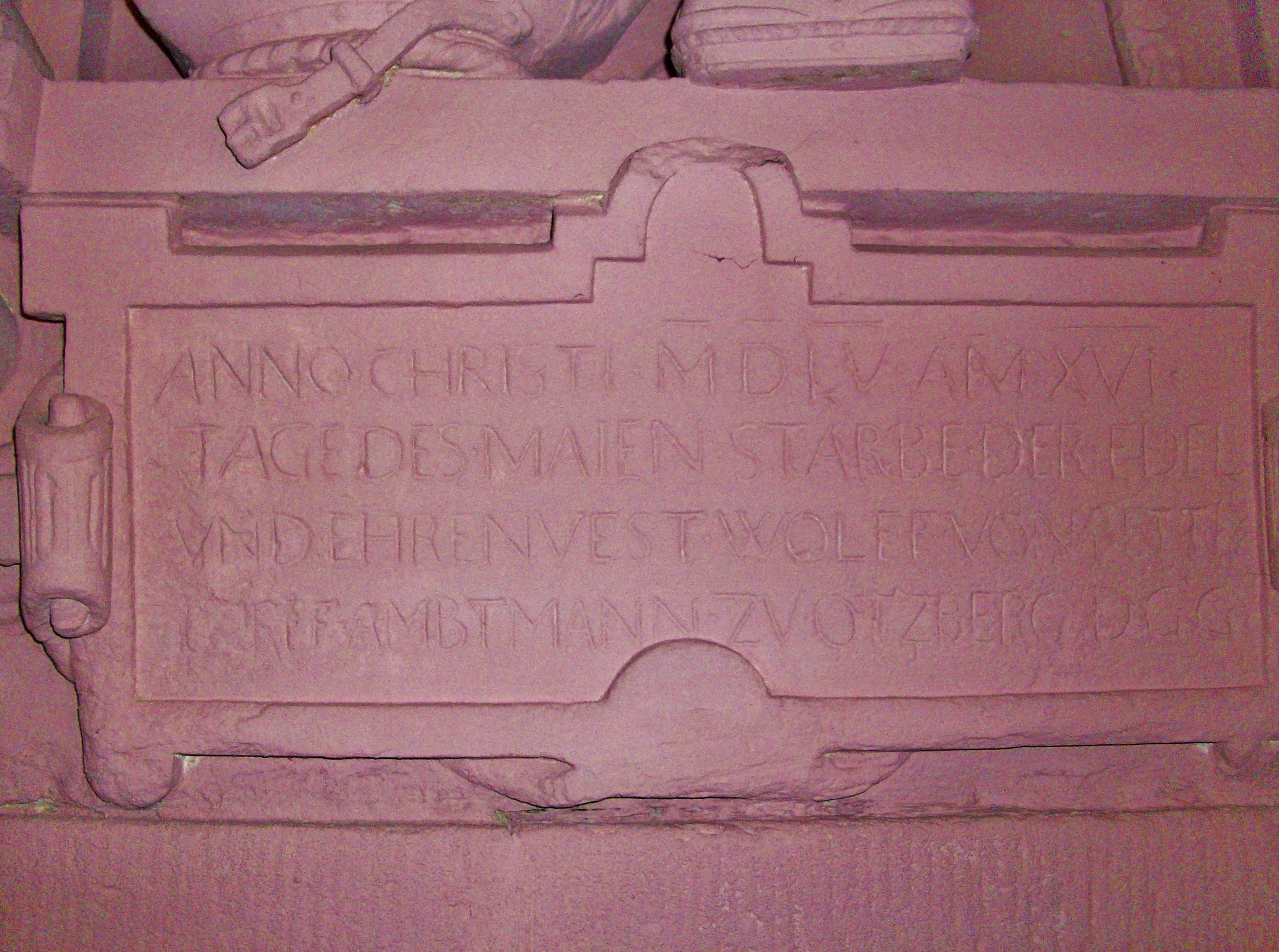
Epitaph: Beschriftung (2014)

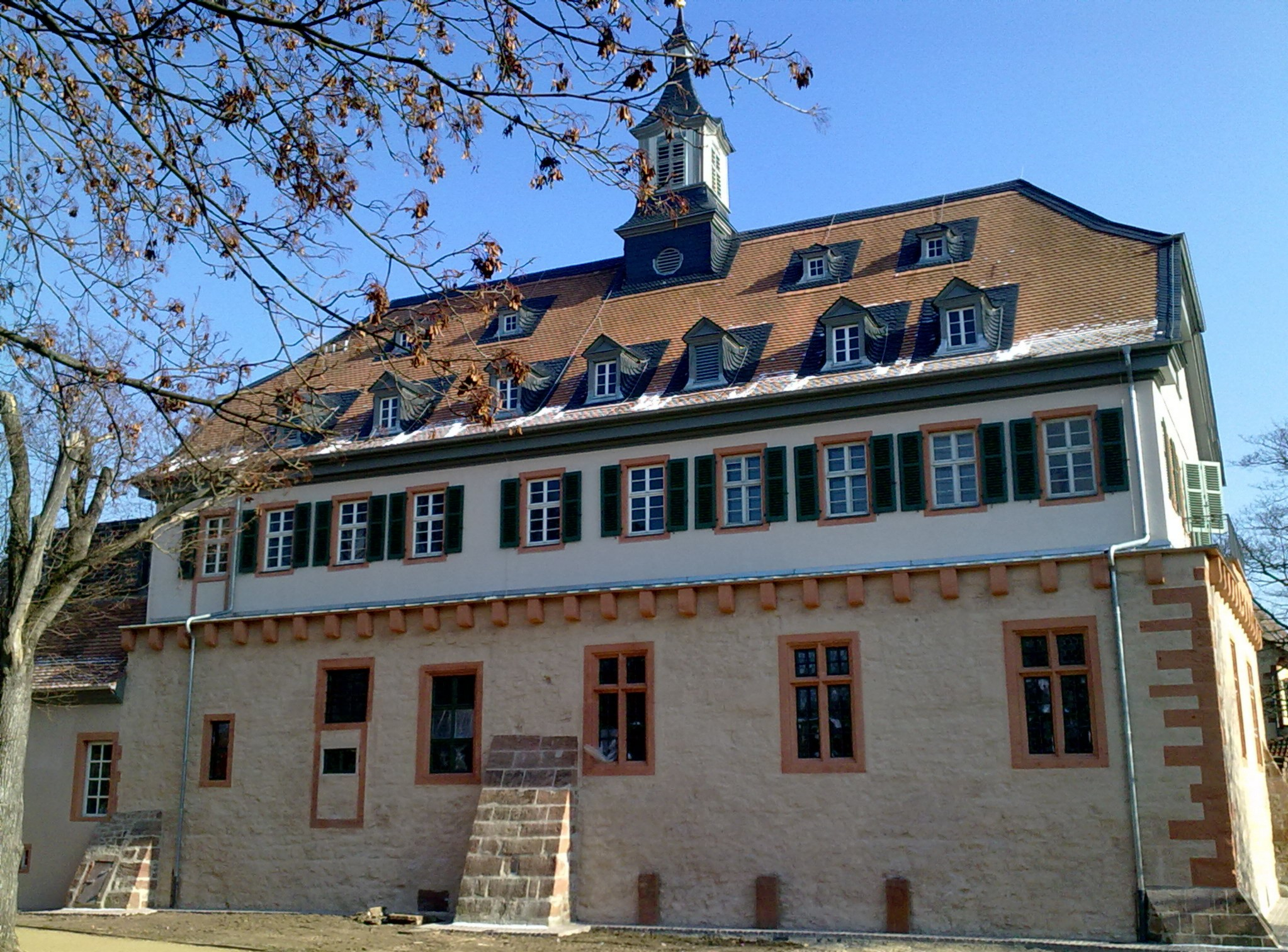
Das Pfälzer Schloss in Groß-Umstadt, kurpfälzer Sitz der Verwaltung des Oberamtmanns im Kondominat Umstadt und des Oberamtes Otzberg (2012)

Wolf von Bettendorf (* 1490; † 16. Maijul./ 27. Maigreg. 1555 in Groß-Umstadt) war kurpfälzischer Oberamtmann im Oberamt Otzberg und im halben Umstadt.

## Leben
Wolf von Bettendorf stammte aus dem Geschlecht von Bettendorf. Er war das zehnte Kind des Philipp von Bettendorf (1446) und dessen zweiter Frau Noppurga (Notburga) von Westerstetten. 
Sein Neffe Dietrich von Bettendorf regierte ab 1552 als Fürstbischof von Worms. Dessen Bruder Philipp heiratete in zweiter Ehe Veronika von Venningen, Tochter des langjährigen kurpfälzischen Kanzlers Florenz von Venningen (1466–1538) und Nichte der Äbtissin Margaretha von Venningen († 1505).
Wolf von Bettendorf war zweimal (1530 und 1547) Oberamtmann der Kurpfalz im Kondominat Umstadt und im Oberamt Otzberg.

## Ehe und Nachkommen
Er heiratete Margaretha Brackin von Klingen, die Tochter des Konrad Brack von Klingen und der Maria von Cronberg. Aus dieser Ehe gingen neun Kinder hervor.
- Ludwig von Bettendorf 1⚭ Anna Landschadin von Mittelbidrach 2⚭ Margaretha Geisnerin.
- Heinrich von Bettendorf gen. 1519
- Margaretha von Bettendorf gen. 1521[5]
- Anna von Bettendorf gen. 1526[5]
- Lucia von Bettendorf ⚭ Philipp Gailing von Altheim
- Maria von Bettendorf († 1572 Lengfeld) 1⚭ Wolfgang Oeffner von Hadelsheim 2⚭ Dietrich Gans von Otzberg[6]
- Johannes von Bettendorf, kurpfälzischer Rat und Amtmann zu Falckenau 1⚭ Katharina von Meisenbuch (Tochter des Wilhelm Meisenbuch und der Gertraud Erckenbrechtin von Türckheim) 2⚭ Margaretha von Hüffel.
- Friedrich von Bettendorf (1524–1580) 1⚭ Luzia Landschadin von Steinach, 2⚭ 1561 Sibylla von Benningen (Tochter des Ludwig von Benningen und der Agnes von Nothafftin von Hohenberg (jüngere Hauptlinie))
- Noppurga von Bettendorf gen. 1532 ⚭ Hans Heinrich von Helmstadt

Wolfs Enkel und Sohn Johannes von Bettendorfs, der kurpfälzische Rat und Stallmeister, Johann (Hans) Christoph von Bettendorf († 15. Juli 1602) wurde zusammen mit seiner Ehefrau Maria Ursula Hafnerin von Waslenheim (Tochter des Wolfgang Haffner von Waslenheim und der Margaretha Hüffel; † 23. Februar 1605) und deren Sohn Johann Jakob († 12. Mai 1601) in der Vorhalle der Stiftskirche St. Peter und Alexander in Aschaffenburg beigesetzt.

## Grabmäler
Zwei Grabepitaphe aus gelb- bis rötlichem Sandstein befinden sich in der Stadtkirche von Groß-Umstadt: Der Grabstein des Wolf von Bettendorf († 1554) und ein Fragment seiner im gleichen Jahr verstorbenen Schwiegertochter Lucia von Bettendorf († 1554), geborene Landschad von Steinach.
Das Epitaph Wolfs umfasst folgenden Text:

„ANNO CHRISTI MDLV AM XVI.

TAGE DES MAIEN STARBEDER EDEL

VND EHRENFEST WOLFF VON BETTE

NDORFF AMBTMANN ZU OTZBERG D(em) G(ott) G(nad)“